# 藤原高松
藤原 高松（ふじわら の たかまつ）は、平安時代前期の貴族。藤原南家、左京大夫・藤原今河の曾孫。丹後守・藤原忠主の子。官位は・従五位下・出羽介。

## 経歴
備中権掾在職中の元慶元年（877年）従五位下に叙爵。
のち越中権介を経て、仁和3年（887年）2月に左京亮として京官に遷る。同年5月に出羽介・坂上茂樹が地震に伴う地勢の変化を理由に国府の移転を願い出たことから、かつて高松と同様に北陸地方の地方官経験のある惟良高尚や、蝦夷征討の従軍経験がある小野春風らと共に、召されて意見を述べている。

## 官歴
注記のないものは『日本三代実録』による。
- 時期不詳：正六位上。備中権掾
- 元慶元年（877年） 11月21日：従五位下
- 時期不詳：越中権介
- 仁和3年（887年） 2月17日：左京亮
- 時期不詳：出羽介[3]

## 系譜
『尊卑分脈』による。
- 父：藤原忠主
- 母：不詳
- 妻：生母不詳の子女
  - 男子：藤原良夏
  - 男子：藤原良載（? - 936年）
  - 男子：藤原高風 - あるいは忠主の子